# T28 (super težki tank)
Super težki tank T28 (kasneje tudi samovozni top T95) je bil eksperimentalni ameriški tank druge svetovne vojne.

## Zgodovina
T28 je bil prototipni lovec na tanke. Bil je eden iz med petih prototipov, katerih število vseh tankov naj bi doseglo 25. Naročena sta bila samo dva tanka in nobeden od njiju ni videl bojišča. Eden je bil uničen v ognju, ki ga je zajel. Drugi prototip so našli zapuščenega in ga obnovili. Danes si ga lahko ogledamo v muzeju Patton v Kentuckiju.
Prvotno je bil narejen, da bi sodeloval pri preboju nemške obrambne linije Westwall. Kasneje so načrtovali uporabo teh tankov na Japonskem.